# Aechmea allenii
Aechmea allenii es una especie fanerógama de la familia de Bromeliáceas, originaria de Costa Rica y Venezuela.

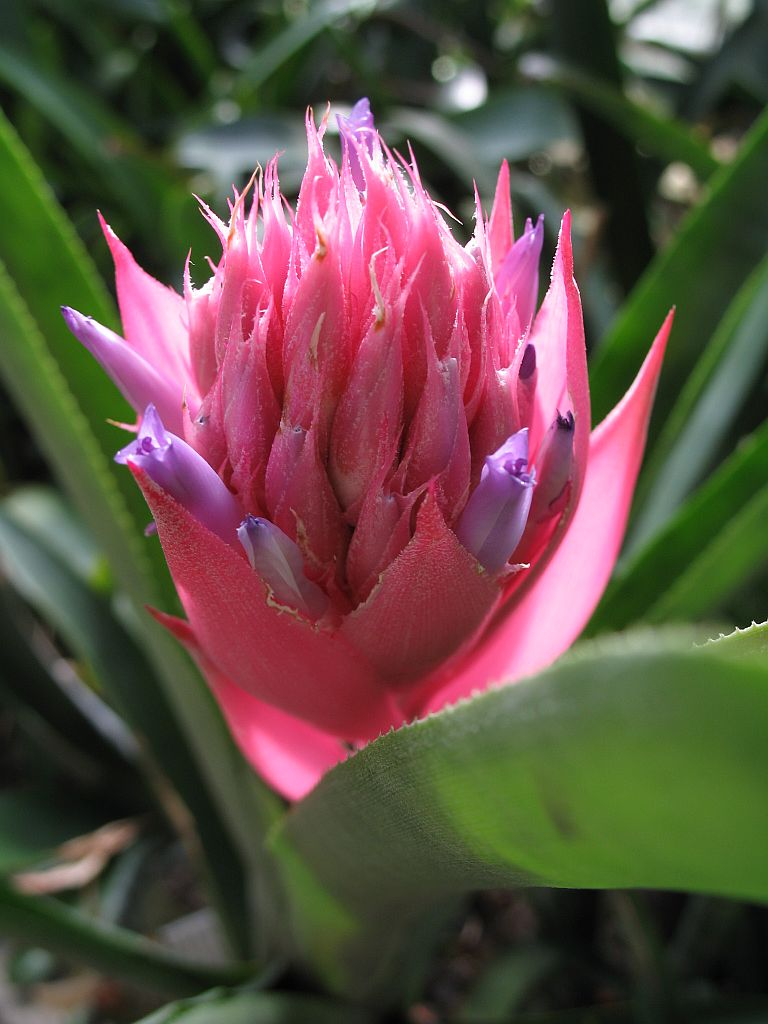
Detalle de la inflorescencia

## Descripción
Son epífitas, raramente terrestres, que alcanzan un tamaño de 22-45 cm en flor. Hojas 24-85 cm; vainas 5-10 mm de ancho, elípticas, pálidas a menudo variadamente matizadas con púrpura, densamente lepidotas, enteras; láminas (2.8-)4-7 cm de ancho, liguladas, verdes, pálido pelosas, con los tricomas adaxiales a menudo exfoliándose en vainas, serradas, casi redondeadas a agudas o acuminadas. Escapo 12-35 cm, erecto, peloso; brácteas más largas que los entrenudos, erectas a divergentes, casi enteras a esparcidamente serradas. Inflorescencia (3-)6-13(-19) cm, simple o raramente compuesta, capitada a subcapitada o raramente densamente espigada; raquis terete o angulado; flores polísticas. Brácteas florales 3-4.5 cm, mucho más largas que los ovarios, mucho más de 3 veces el largo de los entrenudos, angostamente ovadas, acuminadas a cortamente atenuadas, erectas a ascendentes, finamente nervadas cuando secas, flocosas, glabrescentes, al menos algunas laxa y finamente serradas. Flores sésiles a casi sésiles; sépalos 20-30 mm, libres o casi libres, asimétricos, atenuado-mucronatos, esparcidamente pelosos; pétalos lavanda, a menudo blancos proximalmente.

## Taxonomía
Aechmea allenii fue descrita por Lyman Bradford Smith y publicado en Annals of the Missouri Botanical Garden 28(4): 411–412, pl. 19. 1941.
Etimología
Ver: Aechmea
Sinonimia
- Pothuava allenii (L.B.Sm.) L.B.Sm. & W.J.Kress
- Ronnbergia petersii L.B.Sm.[2][3]